# 钱毅平
钱毅平（1960年11月—），江苏省吴江县人。中国人民解放军少将。

## 生平
曾任中国人民解放军总装备部某试验训练基地后勤部部长、副司令员。2010年7月，任中国人民解放军总装备部后勤部副部长，并在任上晋升少将军衔。至迟在2014年7月接替王国明少将，任中国人民解放军总后勤部基建营房部部长。2014年8月起，兼任首都规划建设委员会委员，和他一同兼任首都规划建设委员会委员的还有中华人民共和国财政部副部长张少春、中华人民共和国住房和城乡建设部副部长陈大卫等人。2016年夏季将领调整中，任中央军委后勤保障部副部长。